# Нетто-тоннаж
Не́тто-тонна́ж, чистий тоннаж (англ. net tonnage, скорочено NT) — безрозмірнісний показник, що обчислюється на основі загального теоретичного об'єму вантажних просторів судна, з використанням математичних формул. Визначений у «Міжнародній конвенції з вимірювання тоннажу кораблів» (англ. The International Convention on Tonnage Measurement of Ships), прийнятій ММО у 1969 році, нетто-тоннаж замінив раніший нетто-реєстровий тоннаж, що виражав об'єм вантажних просторів у реєстрових тоннах. Нетто-тоннаж використовується при начисленні портових зборів і не повинен бути меншим більш ніж на 30 % від брутто-тоннажу.
Нетто-тоннаж не є мірою ваги судна і його вантажу, тому його не слід плутати з дедвейтом і водотоннажністю. Крім того, він є безрозмірнісною величиною (на відміну від нетто-реєстрового, вимірюваного в реєстрових тоннах, які є одиницями об'єму).

## Історія
Міжнародна конвенція з вимірювання тоннажу кораблів прийнята ММО в 1969 році. Конвенція приписувала перехід від колишніх вимірювань брутто-реєстрового й нетто-реєстрового тоннажу до брутто- й нетто-тоннажу. То була перша успішна спроба впровадження всесвітньої системи вимірювання тоннажу.
Раніше використовувалися різноманітні методи обчислення тоннажу торгових суден, але розбіжності викликали незручності, внаслідок чого виникла потреба в міжнародній системі. Один з таких ранніх методів розроблений у 1854 р. Джорджем Мурсомом з британської Торгової палати.
Правила визначення тоннажу застосовні до всіх суден, побудованих після 18 липня 1982 р. включно. Суднам, побудованим до цієї дати, було приписане протягом 12 років перейти з колишнього брутто-реєстрового тоннажу (GRT) на брутто-тоннаж (GT) і нетто-тоннаж (NT). Перехідний період був покликаний надати судновласникам час пристосуватися до нових правил економічно, бо на основі тоннажу засновуються правила комплектування і безпеки суден. Крім того, він також є основою для обчислення реєстраційних і портових зборів. Однією з цілей конвенції було забезпечення того, щоб виміряні по-новому тоннажі «не надто відрізнялися» від традиційних брутто-реєстрового й нетто-реєстрового.
Брутто- і нетто-тоннаж обчислюються на основі вимірювань об'єму й застосування математичної формули. Брутто-тоннаж заснований на «теоретичному об'ємі всіх закритих просторів корабля» (the moulded volume of all enclosed spaces of the ship), нетто-тоннаж — на «теоретичному об'ємі всіх вантажних просторів корабля» (the moulded volume of all cargo spaces of the ship). Також, нетто-тоннаж не повинен бути менше брутто-тоннажу на більш ніж 30 %.

## Обчислення

### Вибір значення осадки
Обчислення нетто-тоннажу здійснюється з використанням ряду множників, одним з яких є теоретична осадка d. Вибір значення цієї величини може бути складним. Для суден, що потрапляють під міжнародну Конвенцію з вантажної марки, використовується літня вантажна марка, за винятком випадків, коли застосовується лісова марка (timber load line). Для пасажирських суден використовується найнижча марка, визначена відповідно до міжнародної Конвенції з охорони людського життя на морі. У разі, якщо вантажна марка визначена відповідно до національних норм, використовується літня вантажна марка. Якщо судно не має вантажної марки, а максимальна осадка визначається національними нормами, беруть саме це максимальне значення осадки. Якщо до судна не можна застосувати все вищеперелічене, значення d береться в розмірі 75 % теоретичної висоти борту (moulded depth amidships).

### 12 і менше пасажирів
Обчислення нетто-тоннажу визначається в Положенні 4 Додатка 1 до Міжнародної конвенції з вимірювання тоннажу кораблів 1969 року. Воно засноване на трьох змінних:
- Vc — загальний об'єм вантажних просторів судна, у кубічних метрах (м³),
- d — теоретична осадка в метрах,
- D (в українській практиці позначається H) — теоретична висота борту.

Перший крок в обчисленні — знаходження значення множника K2, який засновується на значенні Vc. Його знаходять з використанням такої формули:
{\displaystyle K_{2}=0.2+0.02\times \log _{10}(V_{c})}
Далі на основі трьох значень обчислюється нетто-тоннаж:
{\displaystyle NT=K_{2}\times V_{c}\times ({\tfrac {4d}{3D}})^{2}}
Де множник {\displaystyle ({\tfrac {4d}{3D}})^{2}} не перевищує 1, добуток {\displaystyle K_{2}\times V_{c}\times ({\tfrac {4d}{3D}})^{2}} не менш ніж 0,25 брутто-тоннажу (GT), а підсумкове значення NT не повинне бути менше ніж 0,30 GT.

### 13 і більше пасажирів
При обчисленні NT суден, призначених для перевезення 13 і більше пасажирів, у формулу вводиться додатковий параметр. Він обчислюється на основі трьох додаткових множників:
- GT — брутто-тоннаж,
- N1 — число пасажирів у каютах з не більш ніж 8 спальними місцями,
- N2 — число інших пасажирів.

Спочатку знаходять множник K3, заснований на брутто-тоннажі:
{\displaystyle K_{3}={\frac {1.25\times (GT+10000)}{10000}}}
Потім обчислюється нетто-тоннаж:
{\displaystyle NT=K_{2}\times V_{c}\times ({\tfrac {4d}{3D}})^{2}+K_{3}\times (N_{1}+{\frac {N_{2}}{10}})}
Де множник {\displaystyle ({\tfrac {4d}{3D}})^{2}} не має перевищувати одиницю, добуток {\displaystyle K_{2}\times V_{c}\times ({\tfrac {4d}{3D}})^{2}} має бути не менш ніж 0,25 GT, а підсумкове значення NT не повинне бути менше ніж 0,30 GT.
Різниця між випадками в «12 і менше пасажирів» і «13 і більше пасажирів» пов'язана з обмеженням, вказаним у визначенні нетто-тоннажу, що говорить «…коли N1 + N2 менше ніж 13, N1 і N2 мають бути прийняті за нуль».